# Карцганаг
Карцганаг (осет. къæрцгæнæг) — осетинский ударный музыкальный инструмент, идиофон.

## История
Является одним из самых ранних примитивных видов ритмошумовых инструментов человечества. Используется в ансамблевой форме исполнительства для сопровождения танцев.

## Конструкция
Состоит из нескольких (от 3 до 9) деревянных пластин четырехугольной формы, свободно нанизанных на шнур из сыромятной кожи, которым они привязаны к крайней пластине-рукоятке. Пластины изготавливают из дерева твердой породы — обычно из граба, каштана, ореха, дуба и др. Самым лучшим материалом считается самшит. Размеры пластин зависят от общего размера инструмента, чаще всего длина инструмента не превышает 170—175 мм, а ширина — 50-70 мм.

## Исполнение
Для игры на Карцганаг исполнитель держит инструмент за рукоять правой рукой и резким движением бьет им о ладонь левой руки в такт музыки. Пластины, ударяясь друг о друга, издают суховатый, щелкающий звук. Некоторые исполнители играют на нем встряхивая в воздухе. Инструменты подобные осетинскому къæрцгæнæг довольно широко распространены на Кавказе, однако наибольшей популярностью пользуются у осетин.